# Tour de France de 1954

O Tour de France 1954 foi a 41º  Tour de France, teve início no dia 8 de Julho e concluiu-se em 1 de Agosto de 1954. A corrida foi composta por 23 etapas, no total mais de 4656 km, foram percorridos com uma média de 33,229 km/h.

## Resultados

### Classificação geral
| Pos | Nome            | País    | Equipa | Tempo        |
| --- | --------------- | ------- | ------ | ------------ |
| 1   | Louison Bobet   | França  |        | 140h 06' 05" |
| 2   | Ferdi Kübler    | Suíça   |        | 15' 49"      |
| 3   | Fritz Schaer    | Suíça   |        | 21' 46"      |
| 4   | Jean Dotto      | França  |        | 28' 21"      |
| 5   | Jean Malléjac   | França  |        | 31' 38"      |
| 6   | Stan Ockers     | Bélgica |        | 36' 02"      |
| 7   | Louis Bergaud   | França  |        | 37' 55"      |
| 8   | Vincent Vitetta | França  |        | 41' 14"      |
| 9   | Jean Brankart   | Bélgica |        | 42' 08"      |
| 10  | Gilbert Bauvin  | França  |        | 42' 21"      |